# Greatest Hits Volume One: The Singles
Greatest hits, vol. 1: The singles es el segundo álbum recopilatorio de la banda The Goo Goo Dolls. Contiene los mejores éxitos de la banda e incluye el sencillo Before It's Too Late, canción que fue usada en el 2007 como soundtrack para la película Transformers (película). También contiene una nueva versión del tema Name. El álbum fue lanzado el 13 de noviembre de 2007.
El álbum debutó en el puesto #33 de la lista Billboard 200, vendiendo 33,000 copias en la primera semana.

## Lista de canciones
| N.º | Título                                                         | Duración |  |
| 1.  | «Let Love In» (de Let Love In, 2006)                           | 5:00     |  |
| 2.  | «Dizzy» (de Dizzy Up the Girl, 1998)                           | 2:41     |  |
| 3.  | «Here Is Gone» (from Gutterflower, 2002)                       | 3:58     |  |
| 4.  | «Slide» (de Dizzy Up the Girl, 1998)                           | 3:33     |  |
| 5.  | «Name» (Nueva versión, originalmente de A Boy Named Goo, 1995) | 4:15     |  |
| 6.  | «Stay with You» (de Let Love In, 2006)                         | 3:56     |  |
| 7.  | «Before It's Too Late» (de Transformers: The Album, 2007)      | 3:07     |  |
| 8.  | «Broadway» (de Dizzy Up the Girl, 1998)                        | 3:58     |  |
| 9.  | «Feel the Silence (Remix)» (de Let Love In, 2006)              | 3:56     |  |
| 10. | «Better Days» (de Let Love In, 2006)                           | 3:33     |  |
| 11. | «Big Machine» (de Gutterflower, 2002)                          | 3:10     |  |
| 12. | «Black Balloon» (de Dizzy Up the Girl, 1998)                   | 4:10     |  |
| 13. | «Sympathy» (de Gutterflower, 2002)                             | 2:58     |  |
| 14. | «Iris» (de Dizzy Up the Girl, 1998)                            | 4:49     |  |